# 长柄含笑
长柄含笑（学名：Michelia longipetiolata）为木兰科含笑属下的一个种。